# Galerucella marginipennis
Galerucella marginipennis es una especie de insecto coleóptero de la familia Chrysomelidae.

## Distribución geográfica
Habita en Halmahera (Indonesia).